# Knud Enemark
Knud Enemark Jensen (født 30. november 1936 i Århus, død 26. august 1960 i Rom, Italien) var en dansk cykelrytter.
Knud Enemark deltog ved sommer-OL 1960 i Rom, hvor han var en del af det danske hold i 100 km landevejsløb for hold. Holdet bestod foruden Knud Enemark af Vagn Bangsborg, Niels Baunsøe og Jørgen B. Jørgensen. Holdet jagtede en bronzemedalje, da Knud Enemark ti kilometer før mål råbte til de andre, at han var svimmel. Efter yderligere et par kilometer begyndte Enemark at sakke agterud, og han begyndte pludselig at slingre, faldt af cyklen og besvimede. Få timer senere døde han på hospitalet uden at være kommet til bevidsthed. Indledningsvis troede man, at varmen (over 40 grader) og et hedeslag var årsagen, men visse kilder siger, at obduktionen viste spor af amfetamin, og at den danske træner havde givet Enemark Jensen og et par af hans holdkammerater et præparat, som skulle forbedre deres blodcirkulation. Tidligere i løbet blev også holdkammeraten Jørgen B. Jørgensen dårlig, han brød løbet og førtes til et hospital i Rom, men klarede sig uden varige men. Det er dog aldrig blevet bevist, at Enemark tog amfetamin før løbet. Trods manglen på beviser var det Enemarks tragiske dødsfald, der satte gang i dopingbekæmpelsen og fik IOC til at reagere på dopingproblemerne.
Enemark var et af de danske medaljehåb ved Sommer-OL 1960 i Rom. Han havde tidligere samme år vundet det nordiske mesterskab og var i formidabel form. Knud Enemark var et af dansk cykelsports mest lovende unge navne, som mange spåede en stor karriere.